# Cyrtodactylus adleri
Cyrtodactylus adleri este o specie de reptile din genul Cyrtodactylus, familia Gekkonidae, ordinul Squamata, descrisă de Das 1997. A fost clasificată de IUCN ca specie cu risc scăzut. Conform Catalogue of Life specia Cyrtodactylus adleri nu are subspecii cunoscute.